# Umilință

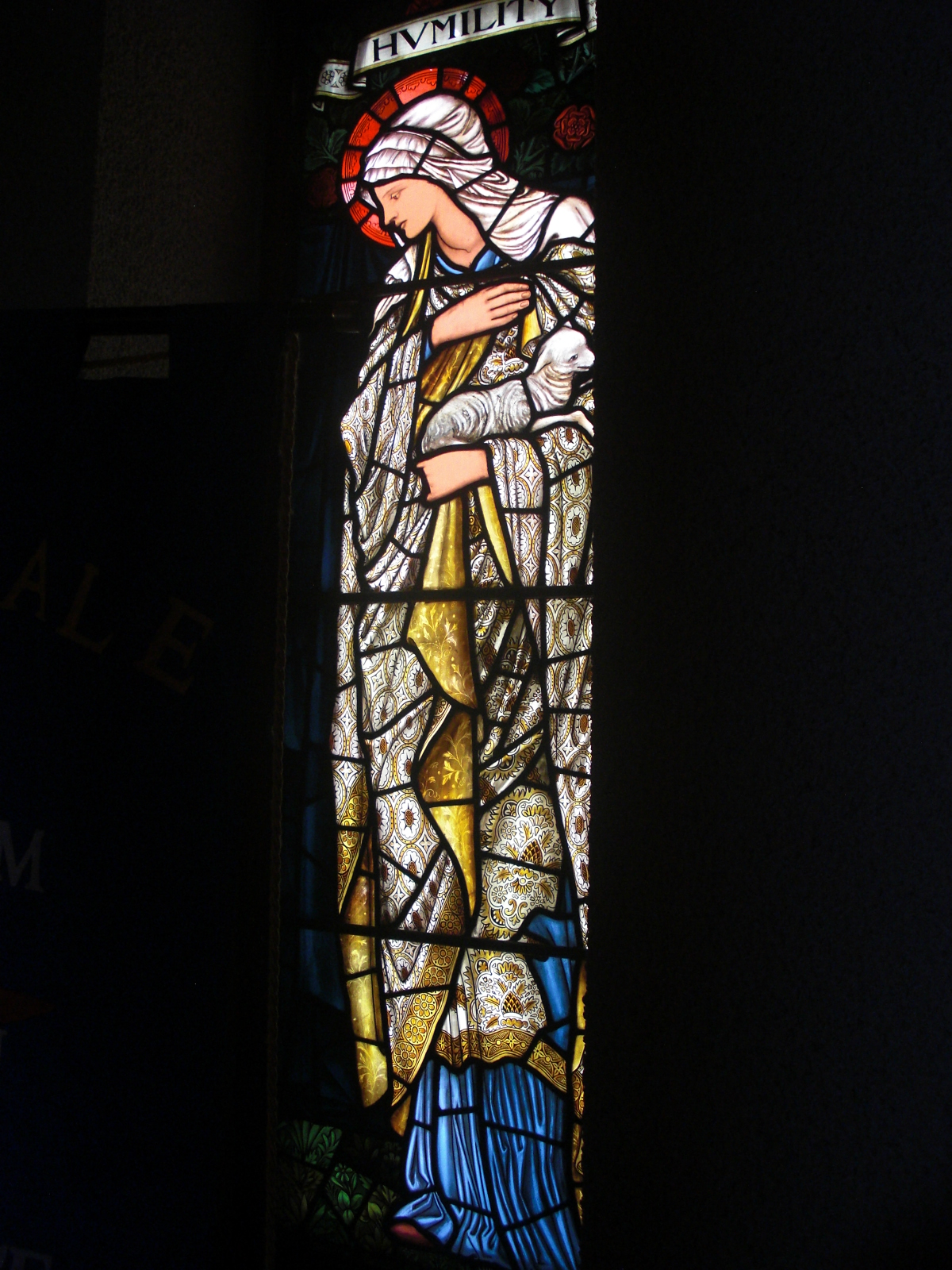
Reprezentarea Umilinței într-un vitraliu, realizat de Edward Burne-Jones.

Umilința sau smerenia este o virtute religioasă, raportată întotdeauna la divinitatea monoteistă, Dumnezeu, sau la zeități, în cazul religiilor politeiste, asumând deliberat limitarea umană, defectele personale și condiția umană în general, atitudine care deschide posibilități pentru harul divin.
În afara contexului religios, umilința este definită ca fiind sinonimă cu cumpătarea, calitatea de a se abține de a cere sau pretinde mai mult decât este justificat moral și pragmatic, total opusă vanității, având dimensiuni morale și etice.
În general, conform diferitelor interpretări, umilința este văzută ca o virtute, în antinomie cu narcisismul, aroganța și alte forme similare de mândrie.

## Termen
În limbile romanice și în engleză termenul de umilință provine din latinescul humilitas,  derivat la rândul său de la humus, „pământ”. Semnificația primară a adjectivului humilis, umil, este „aparținând pământului”, „pământesc”, „foarte obișnuit”, „normal”.
Varianta slavă smerenie (în rusă смирение, transliterat: smirenie) are rădăcina мирить, mirítʹ, cu sensul de „împăcare”, „atenuare”, „diminuare”.

## Mitologie
Aidos, din mitologia greacă veche, fusese daimona (zeița) sfioșeniei, timidității, rușinii și a umilinței. Zeița reprezenta ceea ce îi face pe oamenii să distingă între bine și rău.